# Paper Girls (série de televisão)
Paper Girls é uma série de televisão norte-americana da Amazon Prime, baseado na série de histórias em quadrinhos de mesmo nome de Brian K. Vaughan. A trama segue quatro meninas que entregavam jornais na manhã seguinte ao Halloween do ano de 1988. Involuntariamente, as garotas entram em um conflito entre facções de viajantes do tempo, sendo enviadas para uma aventura para salvar o mundo.
A série estreou em 29 de julho de 2022. Em setembro, foi cancelada pela Amazon Prime. 

## Produção

### Desenvolvimento
Em 11 de julho de 2019 a Amazon Prime estava negociando  uma adaptação   de Paper Girls  dos estúdios Legendary Pictures  e Plan B.A co-autora de Toy Story 4, Stephany Folsom, foi  escalada para escrever a adaptação da história em quadrinhos. Os produtores executivos serão o criador da série Vaughan, o escritor Folsom e o estúdio Plan B.Em 23 de julho de 2020, a Amazon Prime ordenou a adaptação para uma série de televisão:

“Como grandes fãs do que Brian e Cliff criaram em Paper Girls, não poderíamos estar mais animados com a oportunidade de dar vida a essa incrível aventura”, revelaram Folsom, Cantwell e Rogers. “Esta é uma história com tanto coração, e tantas cores e dimensões únicas – nossa esperança não é somente fazer justiça ao material original, mas fazer com que Paper Girls seja diferente de qualquer outra coisa atualmente na TV.”

### Escolha do elenco
Em 9 de novembro de 2020 Cantwell usou o Twitter para oferecer uma grande atualização: uma chamada de elenco para "4 papéis infantis principais" para a série da Amazon Prime,  seguido uma visão geral de cada personagem para fins de inscrição na audição - com as descrições mostrando uma ênfase em um elenco diversificado.

### Filmagens
A previsão inicial era de que a série começaria a ser filmada em março de 2021, mas o cronograma foi adiado para ter início em maio do mesmo ano. As filmagens se encerraram em outubro. 